# 维莱叙勒鲁勒
维莱叙勒鲁勒（法語：Villers-sur-le-Roule，法語發音：[vilɛʁ syʁ lə ʁul]）是法国厄尔省的一个市镇，位于该省东北部，属于莱桑德利区。

## 地名
法语地名中介词“sur”（意为“在……上”）常接河名，译作“在……河畔”，但此处的“le-Roule”是一座岛屿的名字而并非河名。

## 地理
维莱叙勒鲁勒（49°11'41"N, 1°19'33"E）面积4.32 平方千米，位于法国诺曼底大区厄尔省，该省份为法国北部内陆省份，北起滨海塞纳省，西接奧恩省和卡爾瓦多斯省，南至厄尔-卢瓦省，东临瓦兹省、瓦兹河谷省和伊夫林省。
与维莱叙勒鲁勒接壤的市镇（或旧市镇、城区）包括：勒瓦勒达泽、三湖镇、布阿夫勒、塞纳河畔库尔塞勒。
维莱叙勒鲁勒的时区为UTC+01:00、UTC+02:00（夏令时）。

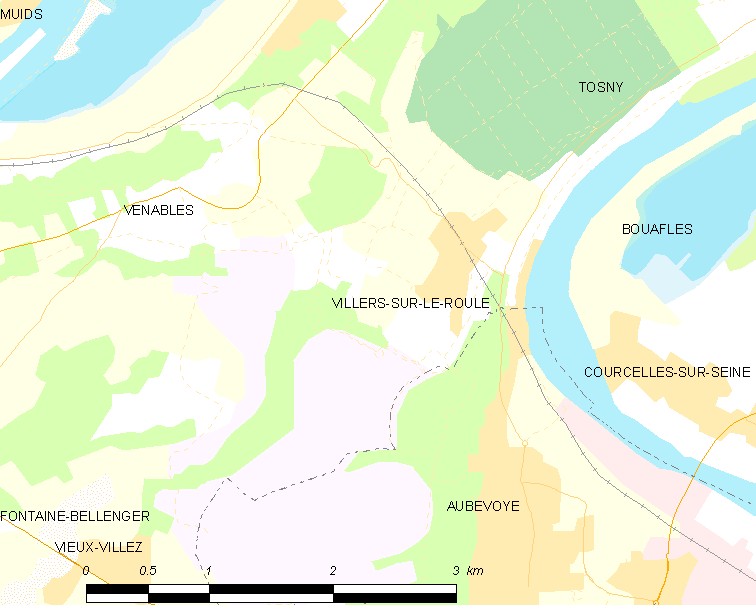
维莱叙勒鲁勒的OSM定位图

## 行政
维莱叙勒鲁勒的邮政编码为27940，INSEE市镇编码为27691。

## 政治
维莱叙勒鲁勒所属的省级选区为加永县。

## 人口

1962-2008年间维莱叙勒鲁勒人口变化图示

维莱叙勒鲁勒于2022年1月1日时的人口数量为841人。